# Declan Ronan Lang
Declan Ronan Lang (Cowes, Ilha de Wight, 15 de abril de 1950) é um clérigo católico romano inglês e bispo emérito da Diocese de Clifton, na Inglaterra.

## Biografia
Os pais de Lang vieram da Irlanda. Seu pai era médico em Cowes, tendo trabalhado anteriormente como clínico geral em Birmingham. Estudou teologia no St Edmund’s College em Ware e História no Royal Holloway College, Universidade de Londres. Em 7 de junho de 1975, Declan Ronan Lang recebeu o sacramento da ordenação, na Catedral de São João Evangelista de Portsmouth, pelo Bispo Derek John Harford Worlock. Depois trabalhou por quatro anos como vigário da Catedral de Portsmouth.
De 1979 a 1983 foi secretário pessoal do Bispo de Portsmouth e chanceler. Durante esse tempo, ele também serviu na comissão diocesana da juventude, que mais tarde presidiu, e foi capelão de peregrinações à Lourdes na Páscoa. Em 1983, ele foi nomeado para o Conselho de Educação Religiosa como Conselheiro de Educação Religiosa de Adultos, cargo que ocupou até 1990. No mesmo período, tornou-se pároco, sucessivamente em Bishop's Waltham, por quatro anos, e depois em Bournemouth, ao mesmo tempo que ocupou vários cargos a nível diocesano, como membro do Colégio de Consultores, oficial do Tribunal Matrimonial e chefe da educação religiosa de adultos. Em setembro de 1990, foi nomeado Administrador da Catedral de Portsmouth e Moderador da Cúria Diocesana. Em janeiro de 1996, tornou-se um dos Vigários Gerais da diocese e pároco em Abingdon em setembro.
O Papa João Paulo II o nomeou Bispo de Clifton em 27 de fevereiro de 2001. Lang foi ordenado bispo em 28 de março, por seu antecessor, o bispo Mervyn Alban Alexander, na Catedral dos Santos Pedro e Paulo de Clifton; os principais co-consagradores foram Vincent Gerard Nichols, Arcebispo de Birmingham, e Crispian Hollis, Bispo de Portsmouth.
Em 2010, como parte de seu trabalho como presidente do Departamento de Assuntos Internacionais na Conferência Episcopal da Inglaterra e do País de Gales, o Bispo Lang viajou ao Líbano a pedido da Igreja Católica Maronita, visando aprofundar o relacionamento" entre os Bispos da Inglaterra e do País de Gales e a comunidade católica no Líbano.
O bispo Declan Lang teve sua renúncia aceita em 14 de março de 2024. Bosco MacDonald foi nomeado seu sucessor.